# 齋藤和哉
齋藤 和哉（さいとう かずや、1979年 - ）は、日本の建築家。齋藤和哉建築設計事務所代表取締役。東北工業大学および東北芸術工科大学非常勤講師。

## 経歴
- 1979年　宮城県仙台市生まれ
- 2001年　東北工業大学工学部建築学科卒業
- 2003年　同大学大学院修士課程修了
- 2003～04年　阿部仁史アトリエ勤務
- 2004～09年　ティーハウス建築設計事務所勤務
- 2010年　齋藤和哉建築設計事務所設立
- 2011～15年　東北電子専門学校非常勤講師
- 2012～20年　宮城学院女子大学非常勤講師
- 2014年～　東北工業大学非常勤講師
- 2022年～　東北芸術工科大学非常勤講師

## 受賞歴
- 2015年　平成27年度日事連建築賞奨励賞（八木山のハウス）
- 2017年　金蛇水神社参拝者休憩所リノベーション設計競技最優秀賞
- 2018年　第11回JIA東北住宅大賞2017優秀賞（八木山のハウス）
- 2019年　加美町中新田公民館設計プロポーザル最優秀者
- 2021年　2021年度グッドデザイン賞（金蛇水神社外苑 SandoTerrace）
- 2022年　第42回東北建築賞作品賞（金蛇水神社外苑 SandoTerrace）
- 2022年　2021年度JIA優秀建築選（金蛇水神社外苑 SandoTerrace）
- 2022年　小諸新校施設整備事業基本計画策定支援業務委託プロポーザル準候補者
- 2023年　日本建築学会作品選集2023（金蛇水神社外苑 SandoTerrace）
- 2023年　第2回JIA東北建築大賞2022優秀賞（金蛇水神社外苑 SandoTerrace）

## 主な作品
- 2012年　八木山のハウス（宮城県仙台市）
- 2019年　浦和のハウス（埼玉県さいたま市）
- 2020年　金蛇水神社外苑 SandoTerrace（宮城県岩沼市）
- 2022年　JINS 会津若松店（福島県会津若松市）

## 掲載
- 2015年　PHAIDON Jutaku: Japanese Houses（八木山のハウス）
- 2020年　新建築住宅特集2020年5月号（浦和のハウス）
- 2021年　新建築2021年5月号（金蛇水神社外苑 SandoTerrace）
- 2022年　GA JAPAN 176（金蛇水神社外苑 SandoTerrace）
- 2022年　JIA建築年鑑2021-2022（金蛇水神社外苑 SandoTerrace）
- 2022年　Casa BRUTUS特別編集 建築を巡る旅。（金蛇水神社外苑 SandoTerrace）
- 2023年　建築雑誌増刊作品選集2023（金蛇水神社外苑 SandoTerrace）